# Daniel Múgica
Daniel Múgica Díaz (San Sebastián, Guipúzcoa, 4 de abril de 1967) es un novelista, dramaturgo, guionista y director de cine judío español.

## Biografía
Es hijo del político socialista Enrique Múgica (1932-2020), quien fuera diputado (1977-2000), ministro de Justicia (1988-1991) y Defensor del Pueblo (2000-2010), y de la novelista Faustina Díaz Azcona.
Su novela La dulzura ganó el Premio Jaén en 2017 y fue publicada ese año por la editorial Almuzara. Trata sobre una joven con esquizofrenia paranoide, de quien se cree que salió de un sanatorio mental madrileño con la intención de tomar un tren la misma mañana de los atentados del 11 de marzo. La investigación sobre su desaparición (no apareció en la lista de víctimas) es el motor de la intriga de la novela.

## Obra

### Libros
- En los hilos del títere (novela, ed. Plaza & Janes, 1988)
- Uno se vuelve loco (novela, ed. Grupo Planeta, 1989)
- Mar Calamidad (Relatos, ed. Mondadori, 1990)
- La mujer que faltaba (novela, ed. Grupo Planeta, 1993)
- La bici Cleta (Relato infantil, ed. Anaya, 1994)
- Alba y los cazadores de arañas (novela juvenil, ed. Anaya, 1995)
- Alba y la maldición gamada (novela juvenil, ed. Anaya, 1995)
- Alba y el recaudador de aguas (novela juvenil, ed. Anaya, 1995)
- Alba y el laberinto de las sombras (novela juvenil, ed. Anaya, 1995)
- La ciudad de abajo (novela, ed. Plaza & Janes, 1996)
- El poder de la sombra (novela juvenil, ed. Alfaguara, 1998)
- Corazón negro (novela, ed. Plaza & Janes, 1998)
- Malasaña (novela, ed. Plaza & Janes, 2000)
- África en invierno (novela, ed. Notodo, solo digital, 2000)
- Bienvenido a la tormenta (ed. Minotauro, 2014)
- La dulzura (ed. Almuzara, 2017)
- Mr. Smile. La aventura (novela juvenil, ed. Almuzara, 2019)
- Rabia a Rabia" (Poesía. 2021)

### Teatro
- Autor de "La habitación escondida" (V Muestra Alternativa Internacional de Teatro. 1993)[4]

### TV
- Creador y Guionista, La virtud del asesino (Serie de TVE, 1997)

### Cine
Dirección y Guion:
- Pepo (mediometraje en blanco y negro. 35 mm. 1991 Con Juan Diego y Emma Suárez)
- Vientos de Mal (mediometraje. 35 mm. 2000. Con Chete Lera)
- Ausiàs March (miniserie de 2 capítulos. 35 mm. 2001. Con Miguel Hermoso Arnao y Eusebio Poncela)
- Matar al Ángel (largometraje. 35 mm. 2003. Con Miguel Hermoso Arnao y Yael Barnatan)[5]

## Reconocimientos
- Novela. Premio Ateneo de Sevilla por Uno se vuelve loco.[6]
- Novela. Premio Jaén de novela por La dulzura.[2]
- Cine: Vientos de mal. Premio del público del Festival internacional de cine de Menorca 1999.